# بهر حاج‌نوشاد
بهر حاج نوشاد روستایی از توابع بخش مرکزی شهرستان جم استان بوشهر در جنوب ایران.
این روستا در دهستان جم قرار دارد و بر اساس سرشماری سال ۱۳۹۰ جمعیت آن ۵۴۴ نفر (۱۳۷ خانوار) است.